# Homapoderus mirabilis
Homapoderus mirabilis es una especie de coleóptero de la familia Attelabidae.

## Distribución geográfica
Habita en República Democrática del Congo.